# Nymphon hodgsoni
Nymphon hodgsoni är en havsspindelart som beskrevs av Schimkewitsch, W. 1913. Nymphon hodgsoni ingår i släktet Nymphon och familjen Nymphonidae. Inga underarter finns listade i Catalogue of Life.